# 소련 국민주의

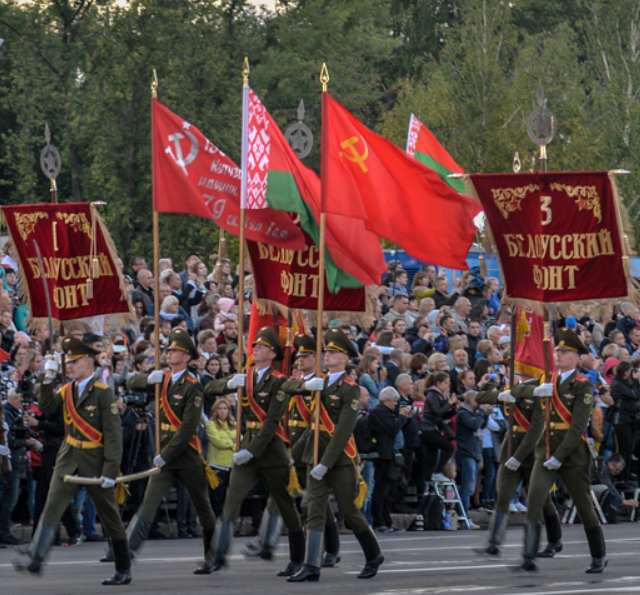
소련 국기를 들고 행진하는 벨라루스군 의장대 (2019년)

소련 국민주의 또는 소련 애국주의는 소련을 고국으로 여기고 소련인으로서의 정체성을 가지는 내셔널리즘을 가리키는 말이다. 소련 시기에는 사회주의적 애국주의의 형태로 나타났으며 소련 붕괴 이후에도 러시아 등 구소련 지역에서 노년층을 중심으로 여전히 강한 영향을 남기고 있다. 러시아 국민주의와의 복합적인 연관성도 보인다.

## 같이 보기
- 소련에 대한 향수
- 러시아 국민주의
- 소련 제국주의
- 중국 국민주의